# كيني نوكس
كيني نوكس (بالإنجليزية: Kenny Knox)‏ هو لاعب غولف أمريكي، ولد في 15 أغسطس 1956 في كولومبوس في الولايات المتحدة.

## وصلات خارجية
- كيني نوكس على موقع رابطة لاعبي الغولف المحترفين (الإنجليزية)
- كيني نوكس على موقع رابطة اليابان للاعبي الغولف المحترفين (الإنجليزية)
- كيني نوكس على موقع التصنيف العالمي الرسمي للغولف (الإنجليزية)